# Zalaújlak, Zala
Zalaújlak  este un sat în districtul Nagykanizsa, județul Zala, Ungaria, având o populație de 122 de locuitori (2011). 

## Demografie
Componența etnică a satului Zalaújlak
     Maghiari (96,91%)
     Romi (3,09%)
Componența confesională a satului Zalaújlak
     Romano-catolici (68,85%)
     Necunoscută (31,15%)
Conform recensământului din 2011, satul Zalaújlak avea 122 de locuitori. Din punct de vedere etnic, majoritatea locuitorilor (96,91%) erau maghiari, cu o minoritate de romi (3,09%).  Din punct de vedere confesional, majoritatea locuitorilor (68,85%) erau romano-catolici. Pentru 31,15% din locuitori nu este cunoscută apartenența confesională.